# Idioma guaraní
El guaraní (autoglotónimo: avañe'ẽ, fonéticamente, AFI: [a.ʋa.ɲeˈʔẽ]), también denominado guaraní criollo; es una lengua de la familia tupí-guaraní hablada por aproximadamente 9 millones de personas en el Cono Sur de América, incluyendo a los 6,5 millones de hablantes de Paraguay (que lo utilizan como idioma materno o nativo) y a los que lo usan como segunda lengua.
Es uno de los dos idiomas oficiales en Paraguay, según establece la Constitución Nacional de 1992, junto al español. También cuenta con una academia denominada Academia de la Lengua Guaraní, creada por Ley en 2010 junto con la Secretaría de Políticas Lingüística, siendo las entidades encargadas de promulgar las normativas correctas de redacción e interpretación del idioma. También es lengua oficial junto con el español en la provincia de Corrientes, Argentina. En Uruguay fue la lengua más hablada de la Banda Oriental. Desde la promulgación del decreto supremo n.º 25894 el 11 de septiembre de 2000, el guaraní es una de las lenguas indígenas oficiales de Bolivia, lo que fue incluido en la Constitución Política, promulgada el 7 de febrero de 2009. En Brasil, el municipio de Tacuru, en el Estado de Mato Grosso del Sur, tiene al idioma guaraní como oficial desde el año 2010, junto al portugués. El guaraní es, asimismo, uno de los idiomas reconocidos por el Mercado Común del Sur (MERCOSUR) desde el año 2006.
Se habla principalmente en el Paraguay, así como en zonas del norte de Argentina (provincias de Corrientes, Misiones, Salta y Formosa, además partes del este de la provincia del Chaco y en puntos aislados de Entre Ríos). Debido a la inmigración paraguaya y del noreste argentina hacia el área metropolitana de Buenos Aires cientos de miles de personas lo hablan ahí también. De la misma forma, se habla en partes del sur de Bolivia y centro-suroeste de Brasil, fronterizas con Paraguay. El jopara en guaraní —mezcla de este idioma con el español— es muy común actualmente.

## Historia

### Inicios hasta elsigloXX
Es la lengua nativa de los guaraníes, denominación de pueblos originarios de la zona. Originalmente carecía de escritura, aunque los franciscanos desarrollaron una ortografía basada en el alfabeto latino del español, específicamente por fray Luis Bolaños en 1603. Es una de las lenguas indígenas sudamericanas en que se consignan oraciones en el Rituale seu Manuale Peruanum (1607) de Luis Jerónimo de Oré. El primer repositorio léxico guaraní data de 1639 con el Tesoro de la Lengua Guaraní del jesuita Antonio Ruiz de Montoya, quien al año siguiente publicó la primera gramática de la lengua. También fortalecida en 1643 por Alonso de Aragón. En la América precolonial, fue habitualmente empleado por pueblos que vivían al este de la Cordillera de los Andes, aproximadamente desde el mar Caribe hasta el Río de la Plata. Sus variantes modernas, como el guaraní paraguayo y el guaraní correntino (perteneciendo ambas subvariedades a la variedad conocida como «guaraní criollo», la cual tiene sus orígenes en la tribu cario-guaraní del siglo XVI), poseen un amplio uso entre poblaciones mestizas y no indígenas propiamente dichas.
Históricamente el guaraní ha sido el idioma predominante de la zona que actualmente abarca geográficamente el Paraguay y sus alrededores (noreste de Argentina, suroeste de Brasil, sureste de Bolivia). La entrada del castellano en Paraguay se hace con la llegada de los conquistadores, pero estos nunca consiguieron crear ni mantener una comunidad de hablantes que tuviera expresión relevante. Esto se debe al poco flujo de migrantes europeos y al aislamiento geográfico, político y económico del Paraguay en relación con sus vecinos —en parte debido a la lejanía y los conflictos—. Además, el mestizaje era promovido por las autoridades en la época colonial, a diferencia de otros países. Las familias paraguayas de aquel entonces, compuestas por el padre, de origen español, y la madre de origen guaraní, eran generalmente matriarcales, por lo que los hijos aprendían el idioma materno, es decir, el guaraní.
A lo largo de la historia, y especialmente desde la expulsión de los Jesuitas, el idioma guaraní ha sufrido persecuciones en los distintos territorios donde se hablaba. En Paraguay, desde la Independencia de España, fue utilizado en las diversas instancias gubernamentales, aunque luego el idioma guaraní ha sido reprimido por los gobiernos paraguayos, especialmente desde el final de la guerra de la Triple Alianza, cuando llegó a prohibirse su uso y enseñanza en las escuelas públicas como consecuencia de la derrota ante los ejércitos invasores. A pesar de ello, el idioma continuaba siendo el más hablado en los hogares.
Sin embargo, los gobernantes populistas usaban a menudo el idioma como orgullo nacional para excitar el fervor nacionalista y promover una narrativa de unidad social. Durante el régimen dictatorial de Alfredo Stroessner, el gobierno se sirvió del guaraní para atraer a los paraguayos del interior, aunque el propio Stroessner nunca dio un discurso en guaraní. El 25 de agosto de 1967, es promulgada una nueva Constitución Nacional, que por primera vez dio una calidad jurídica al idioma guaraní al reconocerlo como lengua nacional del Paraguay, convirtiendo el 25 de agosto en el Día Nacional del Idioma Guaraní.
Por otra parte, el guaraní fue estratégico durante las guerras internacionales que involucraron al Paraguay (la de la Triple Alianza y la del Chaco), ya que todas las comunicaciones al frente se realizaban en ese idioma. Aun así, tanto en el ejército argentino como en el brasileño había gente con raíces guaraníes que hablaba el idioma en cuestión.

### Actualidad
Tras el advenimiento de la democracia paraguaya, el guaraní se estableció en 1992 en la nueva constitución como un idioma oficial equivalente al español, y a partir de esa década el MEC promovió la enseñanza del guaraní como una materia más en las escuelas públicas, tanto en la comunicación oral como escrita. Sin embargo, la enseñanza en el resto de las asignaturas sigue siendo predominantemente en castellano, por lo que la mayoría de los guaraní-hablantes han aprendido el idioma en el hogar.
El guaraní se convirtió en una lengua escrita hace relativamente poco tiempo, por ende, la mayoría de los guaraní-hablantes solo saben hablar (oralmente) el idioma. Pocos saben leer o escribirlo correctamente en el sistema de escritura actual que enseña el Ministerio de Educación de Paraguay desde fines del siglo pasado.
En el año 2006 se ha vuelto idioma oficial del Mercosur, junto al español y al portugués. A partir de 2010 se creó la Academia de la Lengua Guaraní que se encarga de velar por la preservación y evolución de la misma, y se promulgó la Ley de Lenguas (n.º 4251). No fue hasta 2015 cuando el presidente del gobierno paraguayo apostó por redactar el primer decreto oficial en guaraní. En Bolivia, la Constitución Política del Estado de 2009 reconoce 37 idiomas oficiales, entre ellos el guaraní, hablado especialmente en el sur. En el caso de la provincia argentina de Corrientes, el guaraní es oficial desde 2004 y su enseñanza está incorporada en todos los niveles del sistema educativo provincial. Además, la constitución provincial también posee su versión en idioma guaraní, hecha en 2007. En 2015, el Poder Judicial de la provincia argentina de Formosa anunció que publicará la Ley de Violencia Familiar provincial en idiomas qom y guaraní.
En la actualidad, existe una gran cantidad de páginas y sitios web en guaraní. El proyecto Wikipedia en guaraní también ha impulsado el progreso digital de este idioma. Algunos periódicos paraguayos, como ABC Color y Última Hora, publican algunos artículos en este idioma, aunque su uso sigue siendo mínimo en los mismos. La distribución Mandriva/Mageia (antiguo Mandrake Linux) incorporó desde 2005 la opción de localización en Guaraní/Avañeꞌẽ y también desde el mismo periodo la comunidad de usuarios de software libre intenta ampliar el diccionario guaraní para LibreOffice/Openoffice. El sitio JW.ORG de los Testigos de Jehová contiene la Biblia en línea, varias publicaciones y videos (para matrimonios, adolescentes y niños) en este idioma. Es el sitio web con más contenido en guaraní jopará y guaraní boliviano y guaraní mbya. Además, han presentado la edición impresa de la Biblia en Guaraní. Duolingo, plataforma dedicada a la enseñanza de idiomas, incluyó en septiembre de 2016 un curso de guaraní (jopará). En 2022, el servicio de traducción de Google añadió al idioma guaraní.
A pesar de los avances en preservar y aumentar el estatus del lenguaje, el idioma guaraní se ve amenazado debido a la insuficiente gestión gubernamental de promover el idioma en los altos estratos sociales y oficiales. También se debe al avance de la educación pública impartida principalmente en castellano, los efectos de la urbanización y el acceso a nuevas tecnologías como el Internet, los teléfonos celulares, la televisión, entre otros, que promueven la masificación del castellano, especialmente en las nuevas generaciones criadas en zonas urbanas. Prueba de ello es que entre los años 2002 y 2012, al menos el 10 % de la población de Paraguay dejó de usar el idioma guaraní, según el censo paraguayo de la DGEEC del año 2012.

## Variantes
Se pueden diferenciar tres variantes principales del idioma guaraní, no totalmente inteligibles entre sí: el misionero o jesuítico, el guaraní tribal hablado por los guaraníes y el guaraní moderno/criollo, este último el más hablado actualmente, en su versión paraguaya.
- El guaraní misionero (jesuítico) se hablaba en el área y tiempo de influencia de las misiones jesuíticas, entre 1632 y 1767. Esta variedad había desaparecido totalmente para 1870, pero dejó importantes documentos escritos.
- El guaraní tribal: abarca los dialectos hablados por cinco o seis etnias asentadas dentro del territorio paraguayo y limitadas geográficamente: «guaraní occidental», «paí tavyterá», «ava guaraní» e «idioma mbya guaraní». Se lo conoce también como el «guaraní-ete», así como «guaraní puro o cerrado», y es utilizado mayormente por las tribus indígenas guaraníes.
- El guaraní criollo o moderno: abarca sus variantes modernas, como el guaraní paraguayo y el guaraní correntino (perteneciendo ambas subvariedades a la variedad conocida como «guaraní criollo», la cual tiene sus orígenes en la tribu cario-guaraní del siglo XVI), poseen un amplio uso entre poblaciones mestizas y no indígenas propiamente dichas. Esta variante tiene una leve influencia del castellano, a diferencia del guaraní tribal, que es un guaraní más «puro».

## Uso y distribución geográfica
El guaraní se puede considerar criollo, pero se dice que es mejor llamarlo moderno, ya que es la variante mayormente hablada, en su variante paraguaya especialmente. El guaraní tribal es hablado por las minorías indígenas de origen guaraní que se esparcen aisladamente en sus respectivas tribus en Paraguay, noreste de Argentina, oeste del Brasil y sureste de Bolivia.  

Extensión geográfica del idioma guaraní.

El guaraní es hablado por cerca de 6,5 millones de hablantes, según datos de Ethnologue (2020). La mayoría de los guaraní-hablantes son bilingües en castellano, es decir, conocen y hablan ambos idiomas, aunque un importante porcentaje se sigue manejando casi exclusivamente en guaraní (paraguayos de zonas rurales).
La mayoría de los guaraní-hablantes en su versión criolla o moderna son paraguayos residentes en el país. Así mismo, es hablado por un importante número de paraguayos residiendo en el extranjero, o personas extranjeras con ascendencia paraguaya. Igualmente es hablado por guaraní-hablantes no paraguayos, generalmente situados al noreste de la Argentina, centro-oeste del Brasil y sureste de Bolivia. Se estima que como Idioma materno es hablado por cerca de 5,5 millones de personas, y como segunda lengua, por cerca de 1 millón de personas, para aquellos que fueron criados o utilizan mayormente el español u otro idioma.

### En Paraguay
A diferencia de lo que sucede en otros países del continente, y a pesar de que su población indígena es solamente de alrededor del 1,5 % del total (siendo la mayoría mestizos y blancos), el 77 % de los paraguayos habla o entiende el idioma guaraní (ya sea como idioma materno o segunda lengua), en su variante derivada de los extintos indígenas carios. Paraguay es una de las pocas naciones casi completamente bilingües en el mundo.
Según datos de la Encuesta Permanente de Hogares del año 2017, realizada por la Dirección General de Estadísticas, Encuestas y Censos, los idiomas más hablados en el hogar la mayor parte del tiempo por la población de 5 años o más en el Paraguay son: 40 % solo guaraní, 30 % español y guaraní y el 26,5 % solo español. El resto habla otros idiomas. Los departamentos donde más se habla el idioma guaraní en el hogar son: San Pedro (78,87 %), Caazapá (77,39 %) y Concepción (71,34 %); mientras donde menos se habla guaraní son: Asunción (8,95 %), Central (15,9 %) y Alto Paraná (37,75 %).
En los centros urbanos y principalmente en la capital se habla el jopará, un dialecto criollo que adopta vocablos españoles a la estructura gramatical y prosódica del guaraní. El guaraní hablado mayormente en el país es el llamado guaraní jeheꞌa, un dialecto criollo caracterizado por la mezcla transformada de vocablos del español al guaraní.
A pesar del rango oficial del idioma guaraní en el país y a pesar del alto número de guaraní-hablantes, el idioma castellano sigue siendo mayormente utilizado en cuestiones gubernamentales, en documentos oficiales, procesos judiciales, procesos administrativos, profesionales, en los negocios, en los medios de comunicación y en la educación —las clases se imparten principalmente en español—, por lo que el guaraní se relega a utilizar en un entorno más coloquial, de uso entre familiares y amigos.

### En otros países
En Bolivia, la Constitución Política del Estado de 2009 reconoce 37 idiomas oficiales, entre ellos el castellano, el guaraní y otros idiomas hablados por los pueblos indígenas de Bolivia. El idioma guaraní es hablado por cerca de 100 000 habitantes (el 1 % de la población) según el censo de 2012. Es hablado especialmente en el sur, hacia la región de Gran Chaco, fronteriza con Paraguay.
En Argentina, el guaraní se habla en las provincias del noreste, fronterizas con Paraguay, como Corrientes, Misiones, Chaco, Formosa y Entre Ríos. También en la ciudad autónoma de Buenos Aires y la provincia de Buenos Aires hay un buen número de guaraní-hablantes, donde los dialectos del idioma guaraní argentinos son hablados o conocidos por cerca de un millón de personas, incluyendo a los inmigrantes paraguayos que hablan el guaraní paraguayo o el jopará (2005). En la provincia de Corrientes, en donde se habla el dialecto guaraní argentino, se decretó en 2004 la cooficialidad de la lengua guaraní y su uso obligatorio en la enseñanza y gobierno. Además, la constitución provincial también posee su versión en idioma guaraní, hecha en 2007. En 2015, el Poder Judicial de la provincia argentina de Formosa anunció que publicará la Ley de Violencia Familiar provincial en idiomas qom y guaraní.
En Brasil, el municipio de Tacuru, en el estado de Mato Grosso del Sur, tiene al idioma guaraní como oficial desde el año 2010 junto al portugués. Por otra parte, el municipio de Paranhos, también en el estado de Mato Grosso do Sul, el idioma guaraní se encuentra en fase de aprobación para su oficialización. Igualmente, el idioma es hablado por los inmigrantes paraguayos y sus descendientes en el Brasil, así como en zonas fronterizas al Paraguay por los brasiguayos, quienes hablan una mezcla de portuñol que sería una mezcla del idioma portugués y el español y guaraní.
En otras regiones del mundo, especialmente Latinoamérica, España y Estados Unidos, hay minorías que hablan el guaraní, que en su mayoría son inmigrantes paraguayos, o descendientes de ellos.

## Importancia
El guaraní fue la primera lengua indígena americana en alcanzar el estatus de idioma oficial. En Paraguay, desde la Independencia de España, fue utilizado en las diversas instancias gubernamentales, hasta el final de la guerra de la Triple Alianza, cuando llegó a prohibirse su uso como consecuencia de la derrota ante los ejércitos invasores. Durante la guerra del Chaco, se utilizó como lengua principal en el Ejército que luchaba contra Bolivia. A partir de la Constitución de 1967, la lengua guaraní es reconocida como lengua nacional y el castellano la lengua oficial de la República del Paraguay. Con la promulgación de la Constitución de 1992, ambas lenguas son oficiales.
En otros países, como Bolivia, tiene al idioma guaraní como oficial junto al español y junto a otras 35 lenguas, según la Constitución Política del Estado del año 2009. En la provincia de Corrientes, Argentina, el idioma guaraní es oficial junto al español desde el 2004. En Brasil, el municipio de Tacuru en Mato Grosso del Sur, tiene al guaraní como idioma oficial junto al portugués desde el año 2010.
El guaraní ha sido reconocido como idioma de trabajo del Mercosur en el año 2006. Con respecto a esta situación, un periodista de El Mercurio Digital expresó lo siguiente:

Es preferible aprender un idioma nuestro, que sea auténticamente latinoamericano, que intercambiar expresiones e ideas con ropajes ajenos. La Unión Europea contiene decenas de idiomas oficiales hasta de regiones cuya población no sobrepasa el millón de habitantes. ¿Por qué aquí no se le da la atención debida al guaraní, ya que otros idiomas nativos han ido caducando? América Latina tiene la oportunidad de dar ejemplos al mundo.
Esta atención concedida al guaraní no significa el abandono gradual del portugués o el español en los países del Mercosur, sino una manera de dar voz a una de nuestras raíces, la indígena, y valorizar lo propio sin ningún sentimiento de atraso o culpa. Los países llamados "desarrollados" tendrán que aprender el guaraní y respetar el espacio cultural latinoamericano.
Bruno Peron Loureiro, periodista.

Así mismo, géneros musicales como la Guarania, la Polka paraguaya o el Chamamé (siendo este último un Patrimonio cultural inmaterial de la Unesco), están influenciados por la cultura guaraní y las letras de sus canciones son escritos mayormente en idioma guaraní. Otros artistas de géneros musicales modernos también incluyen el idioma guaraní en sus canciones. Por otra parte, el guaraní está presente en el cine paraguayo a través de películas como Hamaca paraguaya (2006) de Paz Encina, 7 cajas (2012) de Juan Carlos Maneglia y Tana Schémbori, y Latas vacías (2014) de Hérib Godoy, Gritos del Monday (2016) del realizador David Miranda y las películas de la directora Galia Giménez. Luego del latín y el griego, el guaraní es el idioma que más nombres aportó a la nomenclatura científica.

## Sistema de escritura
Su alfabeto moderno es básicamente un subconjunto de la escritura latina. Su ortografía es en gran parte fonémica, con valores de letras en su mayoría similares a los del español. Las letras latinas B, C y D se usan solo como componentes de dígrafos, mientras que F, Q, W, X, Z no se usan nunca. La letra L, El dígrafo Nt y el dígrafo Rr solo se usan en palabras tomadas del español, con influencia de la fonología del español, u onomatopeyas no verbales. El dígrafo Ll no se usa. Algunas letras se pronuncian de forma particular como la «H» que se pronuncia como «ja» y la «J» que se pronuncia como «ya».
La tilde se usa con muchas letras que se consideran parte del alfabeto. En el caso de Ñ / ñ, diferencia la nasal palatal de la nasal alveolar (como en español), mientras que marca la nasalización acentuada cuando se usa sobre una vocal (como en portugués): ã, ẽ, ĩ, õ, ũ, ỹ. (Las vocales nasales se han escrito con varios otros diacríticos: ä, ā, â, ã.) La tilde también marca la nasalidad en el caso de G̃ / g̃, que se utiliza para representar la aproximante velar nasalizada al combinar la aproximante velar "G" con la tilde nasalizante. La letra G̃ / g̃, que es exclusiva de este idioma, se introdujo en la ortografía hace relativamente poco tiempo a mediados del siglo XX y existe desacuerdo sobre su uso. No es un carácter precompuesto en Unicode, que puede causar inconvenientes tipográficos, como la necesidad de presionar "eliminar" dos veces, o una representación imperfecta cuando se utilizan computadoras y fuentes que no son compatibles con la característica de diseño complejo de la composición de glifos.
Solo las vocales nasales acentuadas se escriben como nasales. Si se acentúa una vocal oral y no es la sílaba final, se marca con un acento agudo: á, é, í, ó, ú, ý. Es decir, el acento recae en la vocal marcada como nasalizada, si la hay, más en la sílaba marcada con acento, y si no aparece ninguna, entonces en la sílaba final. Para las personas ciegas también hay un braille guaraní.
| Achegety (abecedario) | Achegety (abecedario) | Achegety (abecedario) | Achegety (abecedario) | Achegety (abecedario) | Achegety (abecedario) | Achegety (abecedario) | Achegety (abecedario) | Achegety (abecedario) | Achegety (abecedario) | Achegety (abecedario) | Achegety (abecedario) | Achegety (abecedario) | Achegety (abecedario) | Achegety (abecedario) | Achegety (abecedario) | Achegety (abecedario) | Achegety (abecedario) | Achegety (abecedario) | Achegety (abecedario) | Achegety (abecedario) | Achegety (abecedario) | Achegety (abecedario) | Achegety (abecedario) | Achegety (abecedario) | Achegety (abecedario) | Achegety (abecedario) | Achegety (abecedario) | Achegety (abecedario) | Achegety (abecedario) | Achegety (abecedario) | Achegety (abecedario) | Achegety (abecedario) | Achegety (abecedario) |
| --------------------- | --------------------- | --------------------- | --------------------- | --------------------- | --------------------- | --------------------- | --------------------- | --------------------- | --------------------- | --------------------- | --------------------- | --------------------- | --------------------- | --------------------- | --------------------- | --------------------- | --------------------- | --------------------- | --------------------- | --------------------- | --------------------- | --------------------- | --------------------- | --------------------- | --------------------- | --------------------- | --------------------- | --------------------- | --------------------- | --------------------- | --------------------- | --------------------- | --------------------- |
| Mayúsculas            | A                     | Ã                     | Ch                    | E                     | Ẽ                     | G                     | G̃                     | H                     | I                     | Ĩ                     | J                     | K                     | L                     | M                     | Mb                    | N                     | Nd                    | Ng                    | Nt                    | Ñ                     | O                     | Õ                     | P                     | R                     | Rr                    | S                     | T                     | U                     | Ũ                     | V                     | Y                     | Ỹ                     | Ꞌ                     |
| Minúsculas            | a                     | ã                     | ch                    | e                     | ẽ                     | g                     | g̃                     | h                     | i                     | ĩ                     | j                     | k                     | l                     | m                     | mb                    | n                     | nd                    | ng                    | nt                    | ñ                     | o                     | õ                     | p                     | r                     | rr                    | s                     | t                     | u                     | ũ                     | v                     | y                     | ỹ                     | ꞌ                     |

## Fonología
El guaraní distingue al menos 33 fonemas, de los cuales 12 son vocales y 21 consonantes.

### Vocales
De las 12 vocales (puꞌae) guaraníes, 6 son orales (puꞌae jurugua), 6 nasales (pu'ae tĩgua), a una se le da el nombre de gutural (puꞌae ahyꞌogua) (y = /ɨ/) y a otra, se la llama guturonasal (puꞌae ahyꞌotĩgua) (ỹ = /ɨ̃/). 
|            |       | Anterior | Central | Posterior |
| ---------- | ----- | -------- | ------- | --------- |
| Cerrada    | oral  | i (i)    | y (ɨ)   | u (u)     |
| Cerrada    | nasal | ĩ (ĩ)    | ỹ (ɨ̃)   | ũ (ũ)     |
| Intermedia | oral  | e (e)    |         | o (o)     |
| Intermedia | nasal | ẽ (ẽ)    |         | õ (õ)     |
| Abierta    | oral  |          | a (a)   |           |
| Abierta    | nasal |          | ã (ã)   |           |

La ortografía de todos esos fonemas es idéntica a su signo AFI excepto por las grafías <y, ỹ> que se usan para denotar a los fonemas /ɨ, ɨ̃/.
La vocal y en guaraní significa «agua»

### Consonantes
De las 21 consonantes (pundie) guaraníes, 8 son plosivas, 5 fricativas, una africada, una aproximante, 2 vibrantes y una sibilante. El siguiente cuadro representa el cuadro de fonemas según el modo de articulación y el punto de articulación de los fonemas y la grafía usual para cada uno de ellos:
|             |                | labial  | alveolar        | post- alveolar | alveo- palatal | velar       | labiovelar    | glotal |
| ----------- | -------------- | ------- | --------------- | -------------- | -------------- | ----------- | ------------- | ------ |
| nasal       | nasal          | [m] m   | [n] n           |                | [ɲ] ñ          |             |               |        |
| oclusiva    | oral y sorda   | [p] p   | [t] t           |                |                | [k] k       |               | [ʔ] ꞌ  |
| oclusiva    | nasal y sonora | [mb] mb | [nd] [nt] nd nt |                |                | [ŋg] ng     |               |        |
| fricativa   | fricativa      |         | [s] s           | [ʃ] ch         |                |             |               | [h] h  |
| aproximante | aproximante    | [ʋ] v   |                 |                | [d͡ʒ~ɟ͡ʝ] j      | [ɰ] [ɰ̃] g g̃ | [w] [w̃] gu g̃u |        |
| vibrante    | vibrante       |         | [ɾ] r           |                |                |             |               |        |
Alófonos
[ʋ] → [β] o [v].
[ʃ] → [ɕ].
[h] → [x].
[kW] → [kʷ] o [ku].
[ŋgw] → [g̃ʷ], [g̃w] o [g̃u].
[d͡ʒ] → [ɟ͡ʝ], [j], [ɟ] o [ʒ].
[ɰ] → [ɣ].
[ɰ̃] → [ŋ].
[w] → [ɰʷ] o [wu].
[w̃] → [ɰ̃ʷ] o [w̃u].
En los préstamos léxicos del español, también interviene la vibrante múltiple /r/. Las oclusivas sonoras pueden articularse como propiamente oclusivas en contextos no-nasales o como nasales en contextos nasales. El fonema /t/ puede sonar como [t] o como [ɾ]. El fonema /ɰ/ muchas veces es pronunciado como el fonema /ɣ/ en su forma no nasal. Los fonemas oclusivos /b̃, d̃, g̃/ tienen tanto alófonos prenasalizados [ⁿb, ⁿd, ⁿg] como alófonos totalmente nasales [m, n, ŋ] (estos últimos se dan en "palabra nasal"), el fonema /ʒ/ posee dos alófonos uno no-nasal [ʒ] y otro nasal [ɲ].

#### Plosivas
- p: Consonante oclusiva bilabial sorda. Igual a la "p" del inglés y similar a la del español.
- mb: Consonante oclusiva bilabial sonora nasalizada; similar a un conjunto "mb" o "mp" en japonés y similar al español. Se inicia con la boca cerrada y luego abriendo los labios.
- t: Consonante oclusiva dental sorda. Igual a la "t" del español.
- nd: Consonante oclusiva labiodental sonora nasalizada; similar a un conjunto "nd" o "nt" en japonés y similar al español. Se inicia con la boca apenas abierta, y la lengua en contacto con la dentadura superior.
- nt: Consonante oclusiva labiodental sorda nasalizada; similar a un conjunto "nt" en español. Se inicia con los labios apenas separados, dentadura cerrada (o casi cerrada) y la lengua contra la dentadura superior.
- k: Consonante oclusiva velar sorda. Igual a la "k" inglesa o a la "c" del español ante "a", "o" y "u" (kilo, koala, casa, cosa).
- ng: Consonante oclusiva velar sorda nasalizada; similar a un conjunto "ng" final en inglés en "singing". Se inicia con la boca semiabierta, y la lengua retraída en contacto con el velo del paladar.
- ꞌ (puso): Consonante oclusiva glotal sorda. Interrumpe bruscamente la emisión de sonido.

#### Fricativas
- v: Consonante fricativa labiodental sonora. Similar a la "v" del inglés o francés y la "w" del alemán; nunca "b".
- ch: Consonante fricativa palato-alveolar sorda. Igual a la "sh" del inglés, a la "ch" francesa o la "sch" del alemán; en el guaraní de Argentina, al igual que lo hacen los mbyá-guaraníes, se hace con la post-alveolar "ch".
- g: Consonante fricativa velar sonora oral. Igual a la "g" del español ante "a", "o" y "u" (gasa, gorra).
- g̃: Consonante fricativa velar sonora nasal; similar a "g", pero emitida simultáneamente por boca y nariz.
- h: Consonante fricativa glotal sorda. Similar a la "h" del inglés o del alemán o a la "jota" del español mexicano o andaluz. Siempre con aspiración.

#### Africada
- j: Consonante africada palatal sonora. Igual a la "j" del inglés, parecida al uso de la "y" como consonante en el español en las palabras "yeso", "yugo".

#### Aproximante
- l: Consonante aproximante lateral alveolar sonora. Igual a la "l" inglesa y similar a la del español.
- j: Consonante aproximante palatal. Similar a la "y" del inglés, parecida al uso de la "y" como consonante en el español en las palabras "yeso", "yugo".
- rr: Consonante aproximante alveolar. Igual a la /ɹ/ del inglés

#### Nasales
- m: Consonante nasal bilabial sonora. Igual a la "m" del español.
- n: Consonante nasal alveolar sonora. Igual a la "n" del español.
- ñ: Consonante nasal palatal sonora. Igual a la "ñ" del español.

#### Vibrantes
- r: Consonante vibrante alveolar sencilla sonora. Igual a la "r" intersilábica del español en las palabras "pero", "caro".
- rr: Consonante aproximante alveolar. Igual a la /ɹ/ del inglés

#### Sibilante
- s: Consonante sibilante alveolar sorda. Sonido como la "s" del español rioplatense o del inglés.

### Observaciones

#### Palabras nasales
El guaraní distingue entre fonemas nasales y orales. La nasalidad de cualquier fonema se hace extensiva a toda la palabra, por razones de eufonía, y provoca fenómenos de sandhi en los sufijos que se añadan a esta. Por lo tanto, son solo orales las palabras en que ninguno de los fonemas que la conforman tiene carácter nasal.
Nasales: akã («cabeza»), porã («bonito»), kuñataĩ («señorita»), tembireko («esposa»)
Orales: rajy («hija»), túva («padre»), sy («madre»), arapoty («primavera»)

#### Puso
El puso (en español: pusó) u oclusiva glotal aparece solo en posición intervocálica e interrumpe momentáneamente la emisión; aunque pudiera parecer simplemente una ausencia de sonido, es un fonema por derecho propio, pues entra en oposición fonológica con el sonido continuo. Su nombre viene del propio guaraní pu («sonido») + so («soltar», «separar»). En el silabeo acompaña a la vocal que le sigue.
No se escribe "pusó" en guaraní ya que es una palabra en guaraní, y las palabras agudas no llevan acento tónico gráfico (no se grafica la tilde).

#### Acentuación
En guaraní ninguna palabra termina en consonante. Casi todas llevan acento (muanduhe) en la última vocal. El acento gráfico se utiliza solo cuando la vocal acentuada no es la final.
Por ejemplo, la grafía tape («camino») se lee [ta'pe] y tata («fuego») se lee [ta'ta]; por su parte áva («cabello»), que se lee ['a.va] o tái («picante») ['tⁿaj], llevan la marca gráfica de su acentuación.

## Grafía
Para escribir el guaraní, comúnmente se usa el alfabeto latino provisto de diacríticos para marcar las vocales nasales, más un signo adicional para la oclusiva glotal o «saltillo» y otros fonemas, además algunos fonemas prenasalizados se representan mediante dígrafos (ch, mb, nd, ng, nt, rr). La ortografía moderna con esas convenciones es altamente fonémica, es decir, representa fielmente la fonología de la lengua.
Después de la conquista y la alfabetización jesuítica en la región de las misiones guaraníticas, en las comunidades se utilizó el alfabeto latino para la transcripción. El jesuita Antonio Ruiz de Montoya recogió y documentó el estado de la lengua en sus famosos trabajos Tesoro de la lengua guaraní (un diccionario guaraní-español), Arte y vocabulario de la lengua guaraní (un compendio gramatical y diccionario español-guaraní) y Catecismo de la lengua guaraní (una gramática del guaraní).
La grafía de la lengua no se estandarizó, sin embargo, hasta época reciente. La detallada supra en la sección de fonología corresponde a la fijada oficialmente en 1950 por el Congreso de la Lengua Guaraní de Montevideo, que es la utilizada actualmente para la enseñanza de la lengua en el Paraguay; esta, que reemplazó las reglas del Congreso de Grafía convocado en 1867 por el mariscal Francisco Solano López, intentó marcar las diferencias fonológicas entre el castellano y el guaraní adoptando una notación muy similar a la del alfabeto fonético internacional. Sin embargo, obras importantes como el Gran diccionario castellano-guaraní y guaraní-castellano de Antonio Ortiz Mayans no han respetado la legislación, pese a ser posteriores a su promulgación.
Los frecuentes topónimos de origen guaraní en Argentina y Uruguay utilizan la grafía del castellano, así como en Brasil se utiliza la del portugués, por lo que pierde así la distinción entre nasales y orales.
Las personas con discapacidad visual cuentan con un braille guaraní.

## Sistema de numeración
Históricamente, los guaraníes poseían un sistema de conteo que se limitaba de uno al cinco, y a veces, las expresiones para denominar cantidades superiores resultaban vagas. En el dialecto hablado por los mbyás, se suele interpretar mediante la duplicación y adición unitaria de los números, como sucede con el número seis, donde mboapy meme significa «dos veces tres»; en tanto, irundy meme rire viene a ser «dos veces cuatro y lo que le sigue». Sin embargo, en el guaraní estandarizado por Paraguay, los números posteriores a cinco se componen mediante la fusión silábica, un sistema morfológico propuesto en el siglo XX por los lingüistas Antonio Guasch y Reinaldo Decoud Larrosa. Por ejemplo, en el caso del número seis: Poteĩ (Po + peteĩ); el número once, Pateĩ (Pa + peteĩ); el número dieciséis, Papoteĩ (Pa + poteĩ). Para los números ordinales se agrega el sufijo -ha, como sucede en poapyha (octavo) y en paha (décimo). El número cero se representa bajo la denominación mba'eve (nada), que también significa «cero». Los números dígitos en sus respectivos dialectos son:
| GLOSA | Castellano | Guaraní Paraguayo | Guaraní Mbyá     | Guaraní Chiriguano | Ñeꞌengatú   | Tupí Antiguo/Clásico | Número Ordinal |
| ----- | ---------- | ----------------- | ---------------- | ------------------ | ----------- | -------------------- | -------------- |
| '1'   | Uno        | Peteĩ             | Peteĩ            | Meteĩ              | Iepé        | Iepé                 | Peteĩha        |
| '2'   | Dos        | Mokõi             | Mokõi            | Mokõi              | Mucúim      | Mucúem               | Mokõiha        |
| '3'   | Tres       | Mbohapy           | Mboapy           | Mboapy             | Muçapiri    | Muçapeire            | Mbohapyha      |
| '4'   | Cuatro     | Irundy            | Irundy           | Irundy             | Irundi      | Herundy              | Irundyha       |
| '5'   | Cinco      | Po                | Ñirũi            | Pandepo            | Pú          | Uaxiny               | Poha           |
| '6'   | Seis       | Poteĩ             | Mboapy meme      | Ova                | Pú iepé     | Moçuny               | Poteĩha        |
| '7'   | Siete      | Pokõi             | Mboapy meme rire | Chiu               | Pú mucúim   | Seyé                 | Pokõiha        |
| '8'   | Ocho       | Poapy             | Irundy meme      | Juri               | Pú muçapiri | Oicé                 | Poapyha        |
| '9'   | Nueve      | Porundy           | Irundy meme rire | Chau               | Pú irundi   | Oicepé               | Porundyha      |
| '10'  | Diez       | Pa                | Peteĩ ñirũi rire | Pañandepo          | Mucúim pú   | Peyé                 | Paha           |

## Gramática
El guaraní es una lengua fuertemente aglutinante, de tipo polisintético; es decir, cada palabra está compuesta de numerosos morfemas encadenados que aportan unidades de significado. A diferencia de los idiomas de tipo fusional, como el español, los rasgos semánticos y sintácticos —como el tiempo verbal, la persona, el género o el modo— no se expresan por alteraciones en la raíz verbal, sino por el añadido de unidades específicas.
Sin embargo, y excepcionalmente entre las lenguas aglutinantes, el guaraní es proclive al sandhi entre morfemas; una forma específica, conocida como eclipse, rige la mutación del fonema [t] a comienzos de palabra. La realización fonética nasal o no-nasal de un fonema también está sujeta a reglas de sandhi fonético.
Las marcas de tiempo y modo se representan no por afijos auténticos sino por clíticos que pueden dislocarse de la posición adyacente a la raíz verbal por razones de elegancia prosódica o claridad conceptual; en el primer caso, denominado metátesis, el afijo se antepone para anticipar el modo o tiempo de la frase siguiente, mientras que en el segundo, denominado hipértesis, un afijo de tiempo u modo se desplaza para evitar una repetición o precisar exactamente a qué parte del fonema compuesto se aplica.
El idioma carece de distinción entre formas de plural y singular y de caso gramatical, y no emplea el artículo determinado.

### Conjugación
Existe solo un modo verbal en guaraní, el indicativo, el cual tiene los tiempos de presente, futuro y pasado simple. Las personas gramaticales del verbo ñe'ẽ (hablar) son siete:
| Singular          | Singular | Singular | Plural                                                                     | Plural     | Plural          |
| Persona           | Prefijo  |          | Persona                                                                    | Prefijo    |                 |
| ----------------- | -------- | -------- | -------------------------------------------------------------------------- | ---------- | --------------- |
| 1 che 'Yo'        | a-       | a-ñeꞌẽ   | 1 ñande/ñane (incluyente)* 'nosotros' 1 ore (excluyente) '(sólo) nosotros' | ja/ña- ro- | ña-ñeꞌẽ ro-ñeꞌẽ |
| 2 nde 'Tú, Vos'   | re-      | re-ñeꞌẽ  | 2 peẽ 'Vosotros, Ustedes'                                                  | pe-        | pe-ñeꞌẽ         |
| 3 haꞌe 'Él, Ella' | o-       | o-ñeꞌẽ   | 3 haꞌekuéra 'Ellos'                                                        | o-         | o-ñeꞌẽ          |

(*): Para verbos orales se utiliza "ja-", para verbos nasales se utiliza "ña-".
Para conjugar de acuerdo con las personas gramaticales, se agregan prefijos y sufijos: karu (almorzar), jakaru (almorzamos), jakarúta (almorzaremos). Al igual que en castellano, en guaraní existe el sujeto tácito, de modo que se puede omitir los pronombres en una sentencia. Los prefijos para el tiempo presente son los siguientes: para "che" es "a-"; para "nde" es "re-"; para "haꞌe" y "haꞌekuéra" es "o-"; para "ñande" es "ja-" -en caso de que el verbo sea una palabra oral- y "ña-" -si es una palabra nasal-"; para "ore" es "ro-"; y para "peẽ" es "pe-".
Para conjugar en tiempo futuro se agrega el sufijo "-ta". Para el tiempo pasado se agrega el sufijo "-kuri"; en sustantivos es utilizado ''-kue''. Ejemplo 1 "Nosotros": u (comer), roꞌu (comemos), roꞌuta (comeremos) y roꞌukuri (comimos). Ejemplo 2 "Vosotros/Ustedes": ke (dormir), peke (dormís/duermen), pekéta (dormiréis/dormirán) y pekekuri (dormisteis/durmieron). Ejemplo 3 "Él/Ella": mbaꞌapo (trabajar), ombaꞌapo (trabaja), ombaꞌapóta (trabajará) y ombaꞌapokuri (trabajó).

### Verbos
Hay tres conjugaciones regulares en guaraní:
Esta clasificación se rige por la desinencia prefija de la primera persona singular. Según Carlos Gatti Batillana, este criterio fue aplicado por primera vez por el misionero E.L.G. Powys, en el idioma de la etnia lengua del Chaco Paraguayo.
- Los verbos areales o 1.ª conjugación en a, en su mayoría son verbos de acción mediata. Son los verbos prototípicamente activos, llamados también verbos propios. En ellos, para algunos, el agente es el que realiza y controla la acción. Sin embargo, en la voz pasiva, donde se usan los mismos prefijos determinantes, no sucede tal cosa (véase 'Voz de los verbos'). La relación entre agente y paciente o entre agentes y pacientes, en guaraní es determinada por el modificador de Voz, que se puede aplicar a todos los tipos de verbo, y no por el determinante prefijo de conjugación.
- Verbos aireales: se construyen agregando una /i/ ligada a los determinantes verbales o prefijos de conjugación de los verbos areales. Son, en su mayoría, verbos de acción inmediata o no durativos. Algunos la consideran una estructura de tipo mixto, en que el agente realiza una acción que recae otra vez sobre él. Para estos la /i/ es una marca de agente o de objeto incorporado.
- Verbos chendales: se construyen mediante los determinantes posesivo-atributivos antes de un adjetivo o lexema cualitativo. Suele llamarse también “verbo atributivo”, pero esta denominación llama a engaño, porque solamente se construyen con ella las llamadas oraciones atributivas cualitativas (aquellas cuyo atributo se expresa mediante un adjetivo) y no las oraciones atributivas clasificatorias o de sustantivo (el atributo se expresa mediante un sustantivo) que se construyen o que tienen otra estructura. Además, existen varios verbos copulativos para construir otras estructuras atributivas (véase 'La oración atributiva guaraní').

| persona   | areal    | aireal   | chendal          |
|           | caminar  | usar     | (es/está) grande |
| --------- | -------- | -------- | ---------------- |
| 1.ª sing. | a-guata  | ai-puru  | che-tuicha       |
| 2.ª sing. | re-guata | rei-puru | nde-tuicha       |
| 3.ª sing. | o-guata  | oi-puru  | i-tuicha         |
| 1.ª plur. | ja-guata | jai-puru | ñande-tuicha     |
| 1.ª plur. | ro-guata | roi-puru | ore-tuicha       |
| 2.ª plur. | pe-guata | pei-puru | pende-tuicha     |
| 3.ª plur. | o-guata  | oi-puru  | i-tuicha         |

### Negación
La negación está indicada por un circunfijo: "n/nd" + verbo + "i/ri", en guaraní. La porción preverbal del circunfijo es "nd-" para bases orales y n- para bases nasales. Para la 2.ª persona del singular, se inserta una epentética antes de la base, para la primera persona del plural inclusive, se inserta una epentética.
La porción postverbal es "-ri" para las bases que terminan en "-i", y solo "-i" para todas las demás. Sin embargo, en el guaraní hablado, la porción "-ri" de la circunfija se omite con frecuencia para las bases que terminan en "-i"
| Verbos orales japo (hacer) | Verbos nasales kororõ (roncar, rugir) | Que terminen en "i" jupi (subir) |
| -------------------------- | ------------------------------------- | -------------------------------- |
| nd-ajapó-i                 | n-akororõ-i                           | nd-ajupí-ri                      |
| nde-rejapó-i               | ne-rekororõ-i                         | nde-rejupí-ri                    |
| nd-ojapó-i                 | n-okororõ-i                           | nd-ojupí-ri                      |
| nda-jajapó-i               | na-ñakororõ-i                         | nda-jajupí-ri                    |
| nd-orojapó-i               | n-orokororõ-i                         | nd-orojupí-ri                    |
| nda-pejapó-i               | na-pekororõ-i                         | nda-pejupí-ri                    |
| nd-ojapó-i                 | n-okororõ-i                           | nd-ojupí-ri                      |

La negación se puede usar en todos los tiempos, pero para referencia futura o irreal, la marca del tiempo normal se reemplaza por moꞌã, lo que resulta en n (d) (V) -base-moꞌã-i como en Ndajapomoꞌãi, "No lo haré".
También hay otros negativos, como: ani, ỹhỹ, nahániri, naumbre, naꞌanga.

### Morfemas de tiempo y aspecto
- -ramo: indica la acción en tiempo pasado, aunque muy cercano, que a menudo se traduce como "apenas" o ''recién''. Ejemplo: Oguahẽramo, "Recién llegó".[39]: 198
- -kuri: indica la acción, en tiempo pasado. Ejemplo: Haꞌukuri, "acabo de comer" (haꞌu forma irregular de la primera persona del singular de ꞌu, "comer"). También se puede usar después de un pronombre. Ejemplo: ha che kuri, che poꞌa, "y sobre lo que me pasó, tuve suerte".
- -vaꞌekue: indica un hecho que ocurrió, pero hace mucho tiempo. Okañyvaꞌekue, "desapareció hace mucho tiempo".
- -raꞌe: indica que el hablante tenía dudas antes, pero está seguro en el momento en que habla. Ejemplo: Nde rejoguaraꞌe peteĩ taꞌangambyry pyahu, "Compraste había sido un televisor nuevo".
- -rakaꞌe: expresa la incertidumbre de un hecho en tiempo perfecto. Peẽ peikorakaꞌe Paraguaýpe, "Creo que viviste un tiempo en Asunción". Sin embargo, hoy en día este morfema ha perdido parte de su significado, utilizandose más raꞌe y vaꞌekue.

La forma verbal sin sufijos es un presente un tanto aoristo. Ejemplo: Upe ára resẽ reho mombyry, "Ese día saliste y fuiste lejos".
- -ta: indica que el hablante está hablando en tiempo futuro, de suceso inmediato, también se usa como imperativo autoritario. Ejemplo: Oujeýta ag̃aite, "volverá pronto".
- -ma: tiene el significado de "ya". Ajapóma, "Ya lo hice".

Estos dos sufijos se pueden sumar juntos. Ejemplo: Ahátama, "Ya iré".
- -vaꞌerã: indica algo no inminente o algo que debe hacerse por razones sociales o morales. Ejemplo: Péa ojejapovaꞌerã, "eso debe hacerse".
- -ne: indica algo que probablemente sucederá o algo que el hablante imagina que está sucediendo. Ejemplo: Mitãnguéra ág̃a og̃uahéne hógape, "Los niños probablemente lleguen a casa ahora".
- -hína (en orales), ína (en nasales): indica acción continua en el momento de hablar. También enfatiza una acción. Ejemplo: Rojatapyhína, "Estamos haciendo fuego"; che haꞌehína, "¡YO soy!" (enfatizando el "yo").
- -vo (vove): tiene una sutil diferencia con "hína" en la que 'vo' indica que lo que se está haciendo no necesariamente es al momento de hablar. Ejemplo: ambaꞌapóvo, "Estoy trabajando (no necesariamente ahora)".
- -pota: indica proximidad inmediatamente antes del inicio del proceso. Ejemplo: Ajukapota, "Estoy a punto de matar". (Aquí se aplica una regla particular: si los verbos terminan en "po", el sufijo cambia a mbota. Ejemplo: ajapombota, "Estoy a punto de hacer, o lo haré ahora mismo").
- -pa: indica enfáticamente que un proceso ha terminado. Amboparapa pe ogyke, "Pinté la pared completamente o Terminé de pintar toda la pared.

Este sufijo se puede unir con 'ma', formando 'páma'. Ejemplo: ñande jaikuaapáma nde remimo'ã, "ahora llegamos a conocer todo tu pensamiento".
- -mi: acción habitual en tiempo pasado: Oumi, "Solía venir mucho".

Estos son sufijos átonos: ta, ma, ne, vo, "mi"; por lo que el acento recae sobre la última sílaba del verbo o la última sílaba acentuada.

### Otros morfemas
- -se: sufjo desiderativo -de querer en el momento. Ejemplo: "(Che) añemoaranduse", "(Yo) quiero estudiar".[40]
- te-: prefijo desiderativo -querer en tiempo condicional. Ejemplo: Tahasa, "Me gustaría pasar". Tenga en cuenta que te- es la forma subyacente. Es similar al negativo en que tiene las mismas alternancias y eliminaciones de vocales, dependiendo del marcador de persona en el verbo.[39]: 108
- -rõ: indica condicional, equivalente al si. Ejemplo: Akarúrõ: "Si yo como".
- -rã: proviene de guarã pero abreviado, equivalente al "para" en sustantivos. Ejemplo: Rembirekorã "Para tu esposa". Para verbos, se utiliza haguã.
- -va: equivalente al "que". Ejemplo: Omimbíva. "Que brilla". También se utiliza como acción habitual de tiempo presente. Ejemplo: Che akaruva pyharevépe. "Yo suelo comer de mañana."
- -ve: prefijo superlativo. Ejemplo: Ko ára hakuve. "Hoy hace más calor".

### Concordancia
El verbo guaraní concuerda en número y persona con el sujeto. Además, las formas verbales de tercera persona en singular y plural son idénticas, manteniéndose la diferencia solo en la primera y segunda persona. El nombre en guaraní no posee género gramatical.

### Adjetivo
Los adjetivos normalmente se colocan junto al sustantivo, pero su posición varía según el tipo del mismo. Los demostrativos, posesivos, numerales e indefinidos se anteponen al sustantivo, con excepción de los ordinales, mientras que los calificativos se posponen inmediatamente al sustantivo al que rigen. Los adjetivos pospuestos son invariables en género y número.
El guaraní emplea una construcción de genitivo carente de preposición, posponiendo inmediatamente el sujeto del genitivo al objeto de este; así Peru rembireko significa ‘la esposa de Pedro’.
| Guaraní                                                               | Español                                      |
| 1 – Demostrativos                                                     | 1 – Demostrativos                            |
| (a) Con objetos y seres cercanos (lo ves)                             | (a) Con objetos y seres cercanos (lo ves)    |
| --------------------------------------------------------------------- | -------------------------------------------- |
| ko                                                                    | este, esta                                   |
| upe/pe                                                                | ese, esa                                     |
| amo                                                                   | aquel, aquella                               |
| peteĩ-teĩ (+/- va)                                                    | cada uno                                     |
| koꞌã, ã, áã                                                           | estos, estas                                 |
| umi                                                                   | esos, esas, aquellos, aquellas               |
| (b)Indefinido, con objetos y seres lejanos (no lo ve, pero recuerda): |                                              |
| ku                                                                    | aquel, aquella                               |
| akói                                                                  | aquellos, as                                 |
| (c) Otros determinantes demostrativos habituales:                     |                                              |
| opa                                                                   | todo, toda, todos, todas (with all entities) |
| mayma                                                                 | todos, todas (with people)                   |
| mbovy-                                                                | unos, unas                                   |
| heta                                                                  | muchos, muchas                               |
| ambue (+/- kuéra)                                                     | otros, otras                                 |
| ambue                                                                 | otro, otra                                   |
| ambueve:                                                              | el otro, la otra                             |
| ambueve                                                               | otro, otros, (enfático) –                    |
| oimeraẽ                                                               | cualquiera                                   |
| mokoĩve                                                               | ambos, ambas                                 |

### Orden sintáctico
En una oración con verbo transitivo que tiene sujeto explícito (S), objeto (O) y verbo (V), el orden más frecuente es SVO y en ciertos casos también OVS.
La posición respectiva de sustantivos, verbos, adverbios y pronombres no es rígida siendo posibles diversos órdenes; dependiendo de elecciones pragmáticas, de énfasis y estéticas. El guaraní usa postposiciones en lugar de preposiciones.

## Préstamos léxicos del español
Debido a la influencia histórica, política y cultural del idioma español en la zona guaranihablante, el guaraní ha recibido una cantidad significativa de préstamos lingüísticos de esta lengua iberorromance, principalmente relacionados con conceptos desconocidos en el Nuevo Mundo antes de la colonización española.
| Categoría semántica | Español    | Guaraní    |
| ------------------- | ---------- | ---------- |
| animales            | vaca       | vaka       |
| animales            | caballo    | kavaju     |
| animales            | cabra      | kavara     |
| animales            | oveja      | ovecha     |
| religión            | cruz       | kurusu     |
| religión            | Jesucristo | Hesukirito |
| religión            | maná       | mana       |
| nombres de lugar    | Australia  | Autarália  |
| nombres de lugar    | Europa     | Európa     |
| nombres de lugar    | Panamá     | Panama     |
| alimento            | queso      | kesu       |
| alimento            | azúcar     | asuka      |
| alimento            | morcilla   | mbusia     |
| alimento            | alfajor    | arapaho    |
| hierbas y especias  | canela     | yvyrapetái |
| hierbas y especias  | cilantro   | kuratũ     |
| hierbas y especias  | anís       | ani        |

### Diccionarios
- Diccionario de Guaraní Interactivo.
- iGuarani: diccionario traductor guaraní-castellano en línea.
- Diccionario digital guaraní-castellano.
- Diccionario etimológico y etnográfico de la lengua guaraní hablada en Bolivia.